# Модель А (соціоніка)
Інформаційна модель психіки (модель А)

Аушра Ауґустінавічюте розробила інформаційну модель психіки людини, яку назвала своїм ініціалом, «модель А». Використання моделі А, на думку соціоніків, дозволяє описати особливості сприйняття світу і поведінку представників різних соціонічних типів, дати науковий прогноз відносин між людьми і служить основою для теорії інтертипних відносин. У ній використовуються терміни психоаналізу «его», «суперего» і «воно», а також неологізм «суперід». Модель А складається з восьми полів, які відповідають всім чотирьом психічним функціям Юнга в обох варіантах психологічної установки (як «екстравертні» і як «інтровертні»). Для кожного соціотипу в ці комірки заносять аспекти, на яких акцентовані психічні функції даного соціотипу.
Модель А :
| 1 | 2 |
| 4 | 3 |
| 6 | 5 |
| 7 | 8 |
| - | - |

| Его       |
| Супер-его |
| Супер-ід  |
| Ід        |
| --------- |

- 1 функція — «базова» (програмна), вона визначає домінуючі сфери докладання сил і "програму дій " людини.
- 2 функція — «творча», вона визначає механізм діяльності й стиль реалізації програмної функції.
- 3 функція — «рольова» (нормативна), згідно з нею людина зазвичай намагається показати себе компетентною, але вирішувати складні ситуації й довго працювати в режимі цієї функції людині складно.
- 4 функція — «больова» (мобілізаційна), точка найменшого опору; по больовій функції людина хворобливо сприймає інформацію й потребує тактовної допомоги.
- 5 функція — «навіювана» (сугестивна), по ній людина сприймає інформацію некритично і з вдячністю, потребує допомоги. У той же час, людина погано усвідомлює свої потреби з даної функції аж до виникнення конкретних проблем — «чогось хочеться, а чого конкретно — незрозуміло».
- 6 функція — «активаційна» (референтна), по ній людина орієнтується на найближче оточення, позитивно реагує на вплив.
- 7 функція — «наглядова» (контрольна, обмежувальна, рамкова), по цій функції людина добре сприймає і обробляє інформацію, але воліє швидше критикувати помилки інших з даної функції, ніж проявляти по ній ініціативу. З її допомогою людина обмежує небажаний вплив на себе, висловлює незгоду або відмову.
- 8 функція — «демонстративна» (еталонна, фонова), вона зазвичай проявляється без слів на ділі, органічно і природно, без зайвих пояснень.